# My Life (film)
Pour les articles homonymes, voir My Life.
Pour plus de détails, voir Fiche technique et Distribution.
My Life ou Ma vie au Québec, est un film américain réalisé par Bruce Joel Rubin, sorti en 1993.

## Synopsis
Bob Jones vit heureux avec sa femme Gail qui est enceinte de leur premier enfant. Il apprend qu'il est atteint d'un cancer en phase terminale, il décide alors d'enregistrer une cassette vidéo destinée à son enfant. Il y fait le bilan de sa vie, ce qu'il veut lui apprendre, et à cette occasion lui parle de sa famille avec laquelle il a pris ses distances...

## Fiche technique
- Titre : My Life
- Titre québécois : Ma vie
- Réalisation : Bruce Joel Rubin
- Scénario : Bruce Joel Rubin
- Producteurs : Hunt Lowry, Bruce Joel Rubin et Jerry Zucker
- Producteur associé : Kathryn J. McDermott
- Producteur exécutif : Gil Netter
- Musique : John Barry
- Photographie : Peter James
- Montage : Richard Chew
- Casting : Janet Hirshenson, Jane Jenkins et Roger Mussenden
- Concepteurs des décors : Neil Spisak
- Directeur artistique : Larry Fulton et Troy Sizemore
- Décors : Anne D. McCulley
- Costumes : Judy L. Ruskin
- Recettes : 27 804 899 $
- Société de production : Capella Films - Zucker Brothers Productions
- Société de distribution : Columbia Pictures
- Pays d'origine :  États-Unis
- Langue : Anglais
- Formats : couleur (Technicolor) - 35 mm - 1,85 : 1 - son Dolby SR
- Genre : Drame
- Durée : 112 minutes
- Date de sortie : 
  - États-Unis : 12 novembre 1993
  - France : inédit en salles, sorti directement en VHS[1] puis diffusion TV le 8 décembre 1996[2]

## Distribution
- Michael Keaton (V. F. : Bernard Lanneau ; V. Q. : Éric Gaudry) : Bob Jones
- Nicole Kidman (V. F. : Brigitte Bergès ; V. Q. : Anne Bédard) : Gail Jones
- Bradley Whitford (V. Q. : Carl Béchard) : Paul Ivanovich
- Queen Latifah (V. Q. : Hélène Mondoux) : Theresa
- Michael Constantine (V. Q. : Hubert Fielden) : Bill Ivanovich
- Rebecca Schull (V. Q. : Dyne Mousso) : Rose Ivanovich
- Mark Lowenthal (V. Q. : Claude Préfontaine) : Dr Mills
- Lee Garlington : Carol Sandman
- Toni Sawyer (V. Q. : Élizabeth Lesieur) : Doris
- Haing S. Ngor (V. Q. : Luis de Cespedes) : Mr. Ho
- Romy Rosemont : Anya Stasiuk
- Danny Rimmer : Bobbie, jeune
- Ruth de Sosa : Rose Ivanovich, jeune
- Richard Schiff : Bill Ivanovich, jeune
- Stephen Taylor Knott : Paul Ivanovich, jeune
- Mary Ann Thebus : Miss Morgenstern
- Brenda Strong : Laura
- Rudi Davis : George
- Mark Holton : Sam
- Lissa Walters : Deborah
- Bruce Jarchow : Walter
- Jane Morris : Dorothy
- Kenneth Tigar : Dr Califano
- Ray Reinhardt : Dr Altman
- Frank DiElsi (V. F. : Georges Caudron) : Arnold Sherman

Sources et légendes: Version française (VF) sur RS Doublage et Version québécoise (VQ) sur Doublage Québec